# Ana de Castro Egas
Ana de Castro Egas (Valdepeñas, fines del siglo XVI) fue una poetisa y biógrafa del Siglo de Oro español; nacida en Valdepeñas a finales del siglo XVI y afincada en Madrid; dedicó su obra a realzar la figura del rey Felipe III. Publicó en 1629, Eternidad del Rey Don Felipe tercero Nuestro Señor, el Piadoso, la única obra que se conserva de la autora.
De niña conoció al Infante don Fernando de Austria y luego formó parte del círculo íntimo de la Casa Real e íntima amiga de los Duques de Lerma y Uceda.
Se sabe acerca de ella por los innumerables poemas y prosas laudatorias que sobre ella y para ella escribieron principales poetas y escritores de su época, como: Lope de Vega, Quevedo, Valdivieso, Mira de Amescua, Bocangel, López Zárate, Pérez de Montalbán, Pellicer, etc. Por ello se deduce que fue una mujer muy bella e ilustrada y admirada por sus coetáneos. Así, por ejemplo, a pesar de la misoginia que Quevedo demostró hacia las escritoras y poetisas de su época, colaboró en sus escritos. Jauralde afirmó de ella: "Ana de Castro Egas es una dama de la Corte con merecida fama de «letrada»"
Se cree que pudo haber utilizado el seudónimo de "Anarda" para firmar varias décimas escritas en la década de 1620. Tirso de Molina, en su novela Cigarrales de Toledo, tiene como protagonista a una tal "Anarda" que es académica de la Corte.
Fue junto a Lope de Vega la promotora de incluir mujeres en los círculos literarios y académicos; con ella colaboraron especialmente siete mujeres, entre las que se encontraban su sobrina Catalina del Río, y sus primas Clara María y Ana María de Castro. Así, por ejemplo, Lope de Vega escribió sobre ella en su obra El Laurel de Apolo:
En su obra Eternidad del Rey Don Filipe tercero Nuestro Señor, el Piadoso expone un elogio o panegírico al monarca, ya difunto, Felipe III, con el que ella mantiene un vínculo de vasallaje y amistad. El contenido es de corte biográfico y político, como alabanza del rey y su valido, el duque de Lerma. Preceden a la obra un total de cuarenta composiciones preliminares, superando la extensión de su texto, con prólogo redactado por Francisco de Quevedo y  poemas de alabanza de personajes de la alta nobleza; escritores muy conocidos; personas cercanas al poder políticos; de mujeres de la época como Mariana Manuel de Mendoza, Juana de Luna, Victoria de Leiva, Catalina del Río, Justa Sánchez del Castillo; o escritores como Lope de Vega.